# Траурная амадина
Траурная амадина (лат. Mayrimunia  tristissima) — вид птиц семейства вьюрковых ткачиков отряда воробьинообразных.

## Внешний вид
Длина тела 11 см. Различают четыре разновидности траурных амадин. Основная (номинативная) форма встречается во всех районах Новой Гвинеи. У самца насыщенное тёмно-коричневое, до чёрного, оперение головы. Этот цвет распространяется до верхней части груди и на кроющие крыла и по тёмному полю редко разбросаны светлые пестрины. Затылок, задняя часть шеи и спина матово-коричневые. Светло-жёлтое надхвостье ограничено узкой чёрной полоской (уже, чем у птиц остальных форм). Верхние кроющие хвоста чёрные, хвост и маховые коричнево-чёрные. Перья по сторонам груди имеют коричневую кайму. Середина брюха и нижние кроющие хвоста чёрные, остальное оперение нижней части тела матово-коричневое, в то время как у птиц остальных форм оперение верхней и нижней части тела блестящее. Радужка тёмно-серая, клюв серебристо-серый, ноги голубовато-серые.
Самка отличается от самца более узкой полоской, ограничивающей жёлтое надхвостье, и более светлой каймой на перьях по сторонам груди.
В гористой местности на западе Новой Гвинеи живут птицы другой формы. У них нижняя часть тела целиком чёрная, а жёлтое надхвостье ограничено более широкой, чем у птиц номинативной формы, чёрной поперечной полосой. Клюв тёмно-серый. В восточной и юго-восточной части, составляющей половину Новой Гвинеи,— третья форма. Птицы очень похожи на птиц номинативной формы, только по сторонам груди у них имеются беспорядочные полоски со светлым волнистым рисунком. Чаще встречаются в горной местности. Там же, на Новой Гвинее, между реками Ноорд и Фли Ривер встречается ещё одна форма траурных амадин. У них по сторонам груди белые «чешуйки». Кроме того, над глазом полоской расположены густые пестрины, напоминающие бровь. За исключением белого горла и чёрных нижних кроющих хвоста, остальная нижняя часть тела коричневая.

## Распространение
Эндемик Новой Гвинеи и некоторых близлежащих островов.

## Образ жизни
Населяют лесные прогалины и опушки, как на равнинной местности, так и в горах до высоты 1400 м над уровнем моря. Питаются семенами трав.

## Содержание
В Европу первая птица попала в 1933 году в Лондонский зоопарк. С тех пор траурные амадины завозятся в Европу очень редко и в небольших количествах.